# 西里古里走廊

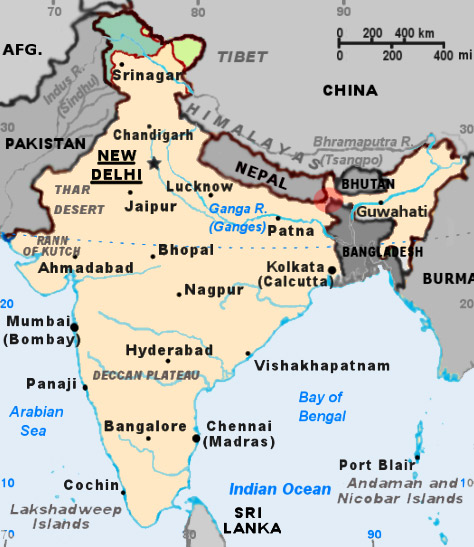
西里古里走廊 是连接印度本土与其东北部的狭窄条带状区域，见图中高亮红圆圈所示

西里古里走廊或鸡脖子是印度西里古里附近连接本土与印度东北部的狭窄条带状区域，走廊的西北侧与尼泊尔（梅吉專區查巴县）接壤；东南侧与孟加拉国（朗布尔专区班乔戈尔县）为邻。该走廊长22公里，最窄的地方仅有23公里。走廊的东出口的北侧，与不丹王国毗邻，并接近中国西藏自治区日喀则地区亚东县的洞朗牧场（距西里古里130公里）。走廊北端原為錫金王國，直到1975年被印度吞并。当地的主要城市是印度西孟加拉邦的西里古里，该市是连接西孟加拉邦的大吉岭县、大吉岭山、锡金邦及邻国尼泊尔、孟加拉国、不丹的中心枢纽，更是连接印度本土与其东北部7个邦（包括与中国有领土争议的阿鲁纳恰尔邦，中国称为藏南）的战略要害部位。

## 历史
英国殖民时期，今印度和孟加拉国同属英属印度，没有所谓西里古里走廊。1947年印巴分治后，紧靠印度西里古里的区域成了东巴基斯坦地区的西北部，并且与印度敌对，西里古里走廊正式形成。1972年1月東巴基斯坦自巴基斯坦伊斯兰共和国獨立，成立与印度关系友好的孟加拉人民共和国。走廊北端原為作为土邦的锡金王國，後成为印度的保护国直到1975年被吞并。這使印度在西里古里走廊北面獲得一定緩衝，並鞏固了印度對與中國有主權爭議的領土春丕河谷的西側的控制。

## 战略地位
对印度而言，西里古里走廊的重要性和敏感性不言而喻，也是孟加拉国制衡印度的重要筹码 。谁控制了該走廊，谁就能将印度的“鸡头”（东北七邦）与其“鸡身”（印度本土）分离开来。但國際上有學者對此有部分不同看法，例如老牌戰略家前美國國家安全顧問兹比格涅夫·布热津斯基認為，該處被封鎖導致國土分裂的議題其實是半假性議題，因為西里古里走廊並非天然地形構成的咽喉而只是人為國界，印度軍如果要強行借道尼泊尔或孟加拉領土，這兩國的虛弱國力軍力根本無力阻擋，只能外交層面抗議，甚至最後達成某種條件交換。就軍事戰術層面，該走廊並非有極高重要性。

## 近況

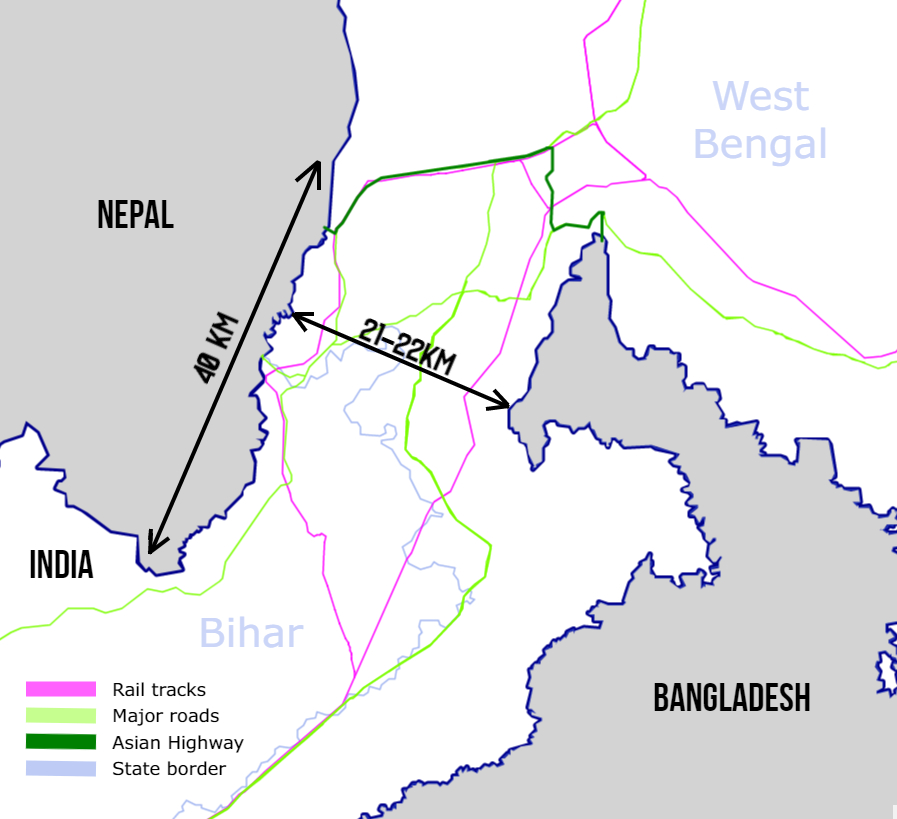
西里古里走廊示意图

作為夾於三國之間的敏感地區，西里古里走廊由印度陸軍、阿薩姆步槍隊、印度邊境安全部隊以及西孟加拉警察嚴加巡守。近來，西里古里走廊成為孟加拉叛軍與尼泊爾毛派叛亂份子非法穿越的重點地區，前兩者皆覓尋境外藏匿處。該地區的毒品與武器走私情況也相當興盛。
基於印度與孟加拉兩國之間並無自由貿易協定，印度本土與其東北七邦之間的陸路往來無以截彎取直，全須仰賴西里古里走廊。1980年的印度-孟加拉貿易協定第八條，曾提出以帖圖里亞走廊替代西里古里走廊減少迂迴距離的提案，該條文表明“兩國政府同意作出互利安排取道彼此之水路、鐵路及道路俾利兩國間商業並使一國之兩地間貨物得經彼國領地通行”（The two governments agree to make mutually beneficial arrangements for the use of their waterways, railways and roadways for commerce between the two countries and for passage of goods between two places in one country through the territory of the other.）。然而，該提案仍停留在談判初始階段。
西里古里走廊有一條主要的宽轨鐵路線。在印度鐵路電氣化組織的輔導下，此雙軌鐵路的電氣化正在進行。除此以外，老舊的米軌鐵路線（近來轉換成1.676米寬軌線）經巴多格拉機場（走廊地區唯一國家機場）連結西里古里結點與西孟加拉邦北迪奈普县的伊斯蘭普爾以及與尼泊爾接壤的數個邊境城鎮。印度國家高速公路31號連結西里古里至阿薩姆的古瓦哈提，為當地最重要的高速公路，附近時有叛亂活動進行。

## 相关
- 孟加拉國-尼泊爾關係（英语：Bangladesh–Nepal relations）
- 2017年中印军队洞朗对峙事件